# جورج کادیک
جورج کادیک (انگلیسی: George Caddick؛ 2 March 1900 – ۱۹۸۴ (۸۳−۸۴ سال)) بازیکن فوتبال بود.